# Total skuldsättning i USA

Total skuldsättning i USA 2015, inklusive "asset backed securities". Lila: Delstater och lokala regeringar. Grönt: Federala regeringen. Guld: Hushåll och icke vinstdrivna föreningar. Orange: Finansiella sektorn. Blått: Övriga företag (förutom banker med mera)

Den totala skuldsättningen i USA avser summan av privata och offentliga skulder. Detta mått anges vanligen i procent av landets BNP och för USA är skulden 279 procent av landets BNP (mätt under andra kvartalet 2011). Inkluderas även så kallade "asset backed securities" (skulder med bakomliggande tillgångar vilka har "värdepapperiserats") är den totala skulden 350-360 procent av USA:s BNP.

## Historik
USA:s totala skuld i förhållande har ökat kraftigt under senare decennier, från omkring 154 procent av BNP 1980 till 279 procent av BNP 2011. I tabellen anges regeringens totala skuld, företagsskulder exklusive finansföretag, hushållens totala skulder, finansföretagen skulder samt summan. Allt anges i procent av BNP och exklusive "asset backed securities".
| År   | Federal regeringsskuld | Företagsskuld (ej finansföretag) | Hushåll | Finansiella institutioner | Totalt (% av BNP) |
| ---- | ---------------------- | -------------------------------- | ------- | ------------------------- | ----------------- |
| 1980 | 38                     | 52                               | 49      | 16                        | 154               |
| 1990 | 57                     | 65                               | 59      | 24                        | 204               |
| 2000 | 45                     | 67                               | 72      | 43                        | 227               |
| 2009 | 67                     | 79                               | 97      | 53                        | 296               |
| 2011 | 80                     | 72                               | 87      | 40                        | 279               |